# Jet Time
Jet Time (mã IATA ='JTG, mã ICAO = JTG) là hãng hàng không chuyên chở các khách thuê bao từng chuyến một của Đan Mạch. Hãng có căn cứ chính ở Sân bay Billund

## Lịch sử
Jet Time được thành lập vào tháng 3 năm 2006 bởi các nhà đầu tư địa phương. Hãng chỉ chở các khách thuê bao cả chuyến, chủ yếu cho các hãng du lịch như "Atlantisrejser", "Bravo Tours", "Apollo", "Folkeferie", "Winther Rejser", "Club La Santa", "Sun Tours" vv..Hãng hiện có 16 điểm đến cố định và khoảng 30 điểm đến không thường xuyên. Giám đốc điều hành hiện nay của Jet Time là Klaus Ren (từ hãng Maersk Air cũ).

## Các nơi đến không thường xuyên
- Greenland

- Narsasuaq
- Sønder Strømfjord

- Na Uy

- Oslo
- Molde

- Thụy Điển

- Stockholm
- Luleå
- Västerås
- Malmö

- Estonia

- Tallinn

- Latvia

- Riga

- Đan Mạch

- Billund
- Copenhagen
- Sân bay Aalborg

- Ba Lan

- Gdansk

- Cộng hòa Séc

- Praha
- Karlsbad

- Anh Quốc

- London

- Đức

- Hanover

- Bỉ

- Brussels

- Hà Lan

- Amsterdam

- Hungary

- Budapest

- Pháp

- Paris

- Kosovo

- Pristina

- Ý

- Pisa
- Roma
- Pescara

- Bồ Đào Nha

- Líboa

- Tây Ban Nha

- Barcelona
- Alicante
- Malaga

## Các nơi đến thường xuyên
- Ý

- Alghero
- Verona

- Bồ Đào Nha

- Faro

- Hy Lạp

- Corfu
- Thessaloniki
- Kalamata
- Rhodos
- Chaniá

- Malta
- Tây Ban Nha

- Palma de Mallorca
- Tenerife
- Lanzarote
- Las Palmas

- Thổ Nhĩ Kỳ

- Antalya

- Ai Cập

- Sharn el-Sheik
- Luxor

## Đội máy bay
- 3 Boeing 737-300 (+ 1 order)